# カルメン・デロリフィチェ
カルメン・デロリフィチェ（Carmen Dell'Orefice、[dɛl ˈɔːrfɪtʃeɪ, dɛl ˌɔːrˈfiːtʃeɪ]、イタリア語発音: [delloˈreːfitʃe]、1931年6月3日 - ）はアメリカ合衆国の女性ファッションモデル、俳優。ファッション業界の最高齢の現役のスーパーモデル。 15歳の時史上最年少で『ヴォーグ』の表紙を飾ってから、これまでモデルを続けている。
また日本国内に於いては、2017年にPERSOLのCMに出演している。

## 食生活
好物はフライドポテト、アイスクリームなど甘いものが好きで冷蔵庫には常にストックされている。
朝起きて、先ず飲むのがレモン水で、身体を目覚めさせ、代謝力を高めるのにも役立つ習慣を心掛けている。カルメンは若さや体型を保つためのダイエットや厳しい食事制限は一切しない主義で、貧困家庭のバックグラウンド、若くしてモデルを職業としてきたことから、 沢山食べるということせずに生きて来た為である。
自分で料理をするのを好むカルメンは、野菜、果物を中心に自らのクリエイティビティを 料理でも発揮。 数多くの食材を栄養バランスを考えながら摂取する食事は、生涯のライフスタイルして定着しているとのこと。
美容のために愛用しているのは、動物用のクリームでバッグ・バームで「獣医が発明した馬用クリームを愛用しているわ。効果は抜群だし、ブランドのものよりお得でしょ」と語っている。